# Calvert Road
Die Calvert Road ist eine Schotterstraße im Osten des australischen Northern Territory. Sie verbindet den Tablelands Highway (N66) zwischen Corella Creek und Wallhallow mit dem Savannah Way (R1) östlich von Calvert Hills.

## Verlauf
Die Straße verläuft durch den Nordostteil der  Barkly Tablelands in Südwest-Nordost-Richtung. Das flache, warme Tafelland besitzt kaum Flüsse und Bäche, die nicht nach einigen hundert Kilometer wieder versickern. Einer dieser Bäche ist der Cresswell Creek im westlichen Abschnitt der Calvert Road. Der Calvert River und sein Nebenfluss, der Little Calvert River, im östlichen Abschnitt der Straße allerdings finden ihren Weg nach Norden in den Golf von Carpentaria.
Auf der gesamten Strecke von 257 km gibt es nur eine Schafstation, Calvert Hills am Little Calvert River. Eine weitere, Cresswell Downs, liegt nördlich des Cresswell Creek an der gleichnamigen Straße, die die Verbindung der Calvert Road zu ihrer Fortsetzung nach Westen, der Barkly Stock Route (ebenfalls Staatsstraße 16), schafft.
Der höchste Punkt im Verlauf der Straße liegt auf 313 m, der niedrigste auf 146 m.
Die Straße ist auf ihrer gesamten Länge unbefestigt.